# Chiesa di Sant'Antonio di Padova (Sarmede)
La chiesa di Sant'Antonio di Padova è la parrocchiale di Sarmede, in provincia di Treviso e diocesi di Vittorio Veneto; fa parte della forania Pedemontana.

## Storia
Agli inizi del XVI secolo sorse a Sarmede un piccolo oratorio dedicato a sant'Antonio di Padova e consacrato verso il 1538, che era filiale della pieve di San Giorgio Martire di Rugolo, a sua volta dipendente dal patriarca di Aquileia.
Nel secolo successivo, tuttavia, la cappella di Sant'Antonio crebbe d'importanza rispetto alla matrice, tanto che durante le visite pastorali i patriarchi non si recavano più a Rugolo, dove si limitavano ad inviare un legato, ma a Sarmede.
Il 6 luglio 1751, in seguito alla soppressione del patriarcato di Aquileia decretata da papa Benedetto XIV con la bolla Iniuncta nobis, la cappella sarmedese fu aggregata all'arcidiocesi di Udine.
Ai primi dell'Ottocento venne posta la prima pietra della nuova chiesa; questa entrò a far parte il 1º maggio 1818 della diocesi di Ceneda e il 14 settembre 1830 fu eretta a parrocchiale dal vescovo Antonino Bernardo Squarcina, rendendovi filiale l'antica pieve rugolese.
A causa del terremoto del 1873 crollò l'affresco del soffitto con soggetto la Glorificazione di Sant'Antonio, eseguito dal bellunese Giovanni De Min.

## Descrizione

### Esterno
La facciata a capanna della chiesa, che volge a mezzogiorno, è scandita da quattro lesene, poggianti sul alti basamenti e terminanti con capitelli ionici sopra cui s'impostano la trabeazione e il timpano triangolare in cui s'apre un oculo, e presenta centralmente i portale d'ingresso, al quale s'accede percorrendo otto scalini.

### Interno
L'interno dell'edificio si compone di un'unica navata sulla quale si aprono le cappelle laterali e le cui pareti sono scandite da lesene sorreggenti la cornice sopra cui s'imposta la volta; qui sono conservate diverse opere di pregio, tra le quali l'altare maggiore, abbellito dalle statue dei santi Lorenzo e Domenico, la pala ritraente la Madonna col Bambino assieme ai Santi Antonio di Padova, Sebastiano, Rocco, Floriano e Biagio, il battistero, l'affresco con soggetto la Gloria di sant'Antonio, dipinto da Noè Bortignon, e i tre altari minori intitolati rispettivamente a san Giuseppe, a san Bonaventura e alla Beata Vergine Maria.